# David Atanga
David Atanga (Bolgatanga, 1996. december 25. –) ghánai korosztályos válogatott labdarúgó, a Wolfsberger játékosa.

## Sikerei, díjai
- Red Bull Salzburg:
  - Osztrák Bundesliga: 2014–15, 2015–16
  - Osztrák kupa: 2015–16

- Wolfsberger
  - Osztrák kupa: 2024–25